# Капонаго
Капонаго (итал. Caponago) је насеље у Италији у округу Монца и Бријанца, региону Ломбардија.
Према процени из 2011. у насељу је живело 5027 становника. Насеље се налази на надморској висини од 160 м.

## Становништво
| 1936. | 1951. | 1961. | 1971. | 1981. | 1991. | 2001. | 2011. |
| ----- | ----- | ----- | ----- | ----- | ----- | ----- | ----- |
| 2.270 | 2.266 | 2.324 | 2.551 | 2.913 | 3.251 | 4.524 | 5.226 |